# Visitor (Gebirge)
Der Visitor ist ein Bergmassiv im Osten Montenegros, das zum Gebirgszug der Dinariden gehört.
Das Bergmassiv umfasst neben dem Hauptgipfel Visitor (2.211 m), die Nebengipfel Goles (2.033 m), Zeletin (2.112 m) und Greben (2.196 m). 
Das Visitor-Massiv liegt zwischen den Bergmassiven Komovi im Westen und Prokletije im Osten, und von diesem durch den Fluss Lim abgegrenzt. Es erhebt sich steil nordwestlich von Plav und erstreckt sich von Südwesten nach Nordosten über zwölf Kilometer Länge und ist zwischen dem Plavsko jezero im Osten und der Dosava im Nordwesten acht Kilometer breit. Während die niedrigeren Lagen von bewaldeten Berghängen geprägt sind, wechseln sich in den Höhe Almen und Felsregionen ab. Auf einer Höhe von 1.820 m befindet sich inmitten des Vistor-Massives ein Bergsee, der Visitorsko jezero.
Der Aufstieg zu den Gipfeln ist auf drei verschiedenen Routen möglich. Die einfachste führt durch den Nordhang von Murino (auf 833 m Höhe) in vier Stunden auf dem Gipfel. Der Aufstieg von Brezojevice (915 m) und Plav (928 m) dauert ebenfalls etwa vier Stunden.  